# (6063) Jasón
(6063) Jasón es un asteroide que forma parte de los asteroides Apolo, descubierto el 27 de mayo de 1984 por Carolyn Shoemaker y por su esposo que también era astrónomo Eugene Shoemaker desde el Observatorio del Monte Palomar, Estados Unidos.

## Designación y nombre
Designado provisionalmente como 1984 KB. Fue nombrado Jasón en honor a Jasón, hijo de Esón, educado por Quirón, el más sabio de los centauros. Llegó a ser líder de los argonautas en la búsqueda del Vellocino de Oro al que acompañaron muchos de los famosos héroes de Grecia. El viaje del Argo estuvo repleto de luchas contra los elementos, y contra los humanos. Jasón se apoderó del vellocino de oro. El regreso de los argonautas fue un largo y peligroso viaje a través del Danubio, el océano, los desiertos de Libia, el Mar Rojo y el Mediterráneo.

## Características orbitales
Jasón está situado a una distancia media del Sol de 2,212 ua, pudiendo alejarse hasta 3,907 ua y acercarse hasta 0,5168 ua. Su excentricidad es 0,766 y la inclinación orbital 4,920 grados. Emplea 1201,95 días en completar una órbita alrededor del Sol.
Los próximos acercamientos a la órbita terrestre ocurrirán el 25 de marzo de 2027, el 27 de enero de 2037 y el 29 de noviembre de 2046.

## Características físicas
La magnitud absoluta de Jasón es 15,9.